# كلاكستون
كلاكستون (بالإنجليزية: Claxton, Georgia)‏ هي مدينة تقع في مقاطعة إيفانز، جورجيا بولاية جورجيا في الولايات المتحدة. تبلغ مساحة هذه المدينة 4 (كم²)، وترتفع عن سطح البحر 56 م، بلغ عدد سكانها 2276 نسمة في عام 2010 حسب إحصاء مكتب تعداد الولايات المتحدة.

## أعلام
- ألبرت باركر
- جو كينيدي
- رويس سميث
- ديك ديلوش

## وصلات خارجية
- Cities & Counties - Georgia.gov